# Tomosvaryella nodosa
Tomosvaryella nodosa är en tvåvingeart som beskrevs av De Meyer 1995. Tomosvaryella nodosa ingår i släktet Tomosvaryella och familjen ögonflugor.
Artens utbredningsområde är Israel. Inga underarter finns listade i Catalogue of Life.